# UC 15
UC 15 war ein U-Boot der Kaiserlichen Marine vom Typ UC I, das im Ersten Weltkrieg eingesetzt wurde.

## Bootsdaten
UC 15 war ein Einhüllenboot mit einem Dieselmotor mit 90 PS und einem Elektromotor mit 175 PS Leistung. Damit konnten Überwasser 6,2 kn und getaucht 5,2 kn erreicht werden. Die Reichweite betrug Überwasser bei 5 kn 910 sm und getaucht bei 4 kn 50 sm. Für Tauchfahrten reichte die Batteriekapazität für eine Stunde und die maximale Tauchtiefe war mit 50 m angegeben. Das Boot war 33,99 m lang, 3,15 m Breit und hatte einen Tiefgang von 3,06 m. Die Verdrängung betrug über Wasser 168 t und getaucht 182 t.
Die Besatzung bestand aus dreizehn Mannschaften und einem Offizier.
Die Bewaffnung bestand aus sechs Minenschächten und zwölf Minen des Typs „UC 120“. Zusätzlich wurde ein 7,92-mm-Maschinengewehr mitgeführt.

## Einsätze und Erfolge
UC 15 wurde von der AG Weser in Bremen gebaut und direkt nach seiner Fertigstellung in Kiel an den dafür vorgesehenen Stellen zerlegt, um mit der Eisenbahn nach Pola transportiert zu werden. Die dortige Werft setzte UC 15 wieder zusammen und das Boot wurde am 28. Juni 1915 in Dienst gestellt. Zur Tarnung trug es die österreichische Bezeichnung U 19. Das Boot fuhr in seiner Dienstzeit acht Feindfahrten. Es wurden zwei Handelsschiffe mit einer Tonnage von 874 t und ein Kriegsschiff mit 350 t versenkt.
| Datum          | Name                    | Tonnage | Nation   | Ergebnis |
| -------------- | ----------------------- | ------- | -------- | -------- |
| 25. April 1916 | Zhivuchi                | 350     | Russland | versenkt |
| 25. April 1916 | Sv. Georgiy Pobedonsets | 112     | Russland | versenkt |
| 20. Juni 1916  | Merkury                 | 762     | Russland | versenkt |
|                | Versenkt: Gesamt:       | 1.224   |          |          |

## Verbleib
Am 30. November 1916 wurde UC 15 vom rumänischen Torpedoboot Smeul angegriffen. Beim Abtauchen explodierte eine der noch an Bord befindlichen Seeminen und zerstörte das Boot. Es gab keine Überlebenden.

## Kommandanten
| 28. Juni 1915 bis 20. Juni 1916  | Oberleutnant zur See Albrecht von Dewitz |
| 6. Oktober bis 30. November 1916 | Oberleutnant zur See Bruno Heller        |